# Ourilândia do Norte
Ourilândia do Norte è un comune del Brasile nello Stato del Pará, parte della mesoregione del Sudeste Paraense e della microregione di São Félix do Xingu.